# 鲁道夫·利普希茨
鲁道夫·利普希茨（德語：Rudolf Otto Sigismund Lipschitz，1832年5月14日—1903年10月7日），也译作李普希茨，德国数学家。1847年入柯尼斯堡大学，1853年获柏林大学博士学位，1864年起任波恩大学教授。先后当选为巴黎、柏林、格丁根、罗马等科学院的通讯院士。
利普希茨的数学研究涉及数论、贝塞尔函数论、傅里叶级数论、常微分方程、分析力学、位势理论及黎曼微分几何，其中在微分方程和微分几何方面尤为突出。1873年他对柯西提出的微分方程初值问题解的存在惟一性定理作出改进，提出著名的“利普希茨条件”。存在性定理的证明有力地推进了对微分方程定性理论以及解的近似计算的研究。
利普希茨被认为是黎曼事业的继承者之一。黎曼于1854年系统地阐述了高维流形微分几何的主要内容，并于1868年发表了研究{\displaystyle n}维流形的度量结构的文章。1869年起利普希茨对黎曼的思想作出进一步阐述和推广，其中对{\displaystyle n}维黎曼流形的子流形性质以及对微分不变量的研究，取得了开创性的成果。他还是最早使用共变微分研究微分不变量的人，这个概念后来被里奇有效地用于张量分析。